# Charles Dormer (2e comte de Carnarvon)
Sir Charles Dormer, 3e baronnet, 2e comte de Carnarvon, 2e vicomte Ascott, 3e baron Dormer de Winge (25 octobre 1632 - 29 novembre 1709) est un pair anglais.

## Jeunesse
Baptisé à St Benet à Londres, il est le fils de Robert Dormer (1er comte de Carnarvon) et de Lady Anna Sophia Herbert, fille de Philip Herbert (4e comte de Pembroke). Il étudie à l'Université d'Oxford, où il obtient une maîtrise en arts en 1648. En 1643, à la mort de son père lors de la Première bataille de Newbury, il devient le chef héréditaire Avenor et gardien des King's Hawks. Sa mère est morte quelques mois plus tôt. 

## Carrière
Carnarvon est spirituel, hospitalier et extravagant; Samuel Pepys note qu'il dit que Dieu fournit du bois pour que les hommes puissent payer leurs dettes. Il est rarement intervenu dans les affaires publiques, mais son intervention dans le débat de la Chambre des lords sur la destitution de Thomas Osborne (1er duc de Leeds) en décembre 1678 est cruciale. Dans un discours empreint d’esprit et d’humour, il cite des exemples remontant à plus d’un siècle pour montrer que la mise en accusation d’un autre personnage public est pratiquement une garantie d’être destitué et invite avec enthousiasme ses pairs à "marquer le premier qui ose accuser Lord Danby et voir ce qu’il va devenir ". Les Lords décident alors de ne pas emprisonner Danby avant qu'il ne soit entendu pour sa propre défense. 
Il est un ami de la future reine Anne et est l’un des rares qui lui soit restés fidèle après sa violente querelle avec Guillaume III et Marie II, qui l’a bannie de la Cour en 1692. Quand Anne est réconciliée avec William après la mort de Mary en 1694, Carnarvon remarque avec cynisme les grandes foules qui se trouvent chez elle et lui dit qu'il espère qu'elle se souviendrait du temps où aucun d'entre eux ne l'avait appelée. 

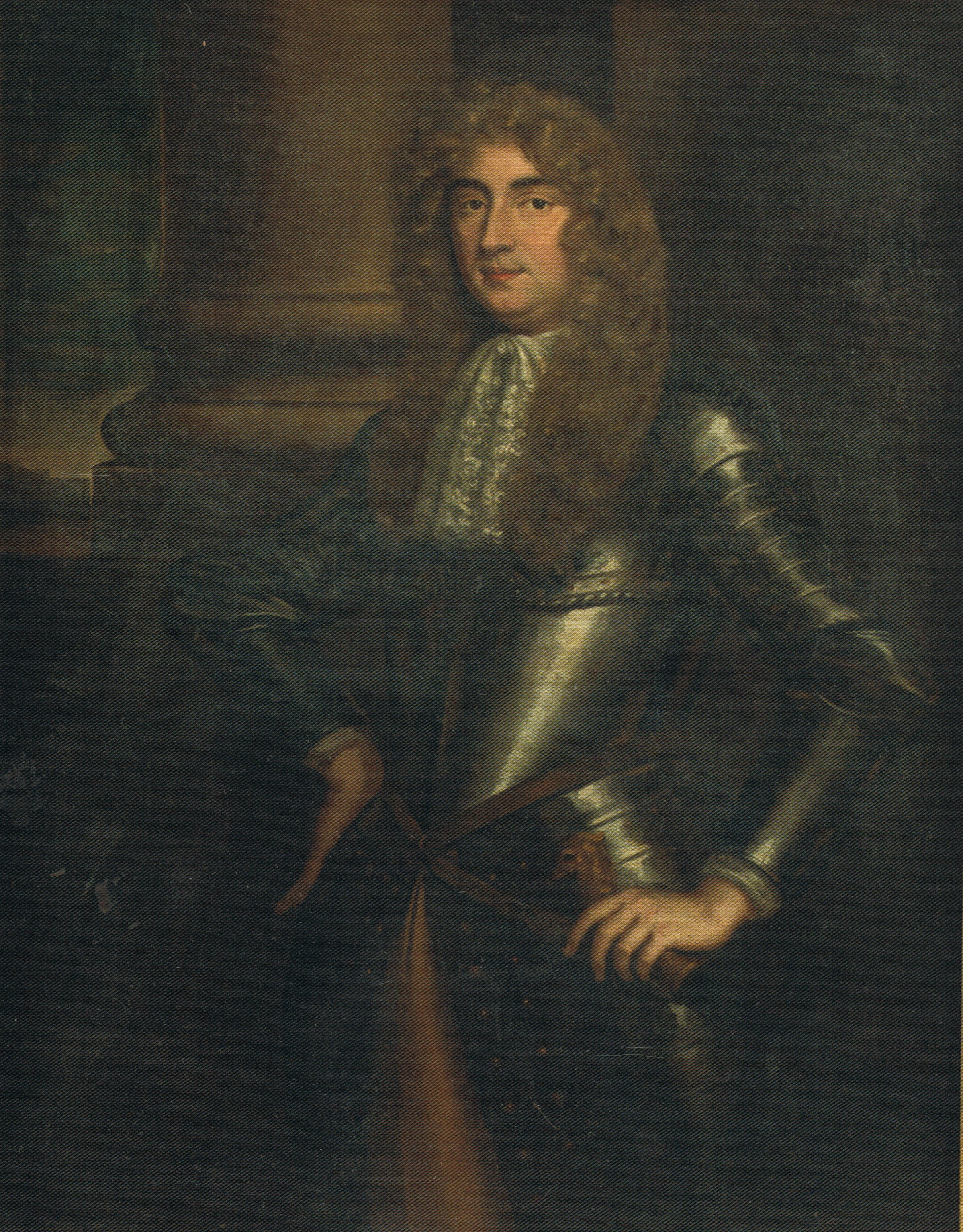
Portrait huile sur toile de Charles Dormer, 2e comte de Carnarvon, 50 x 40 pouces.

## Mariage et famille

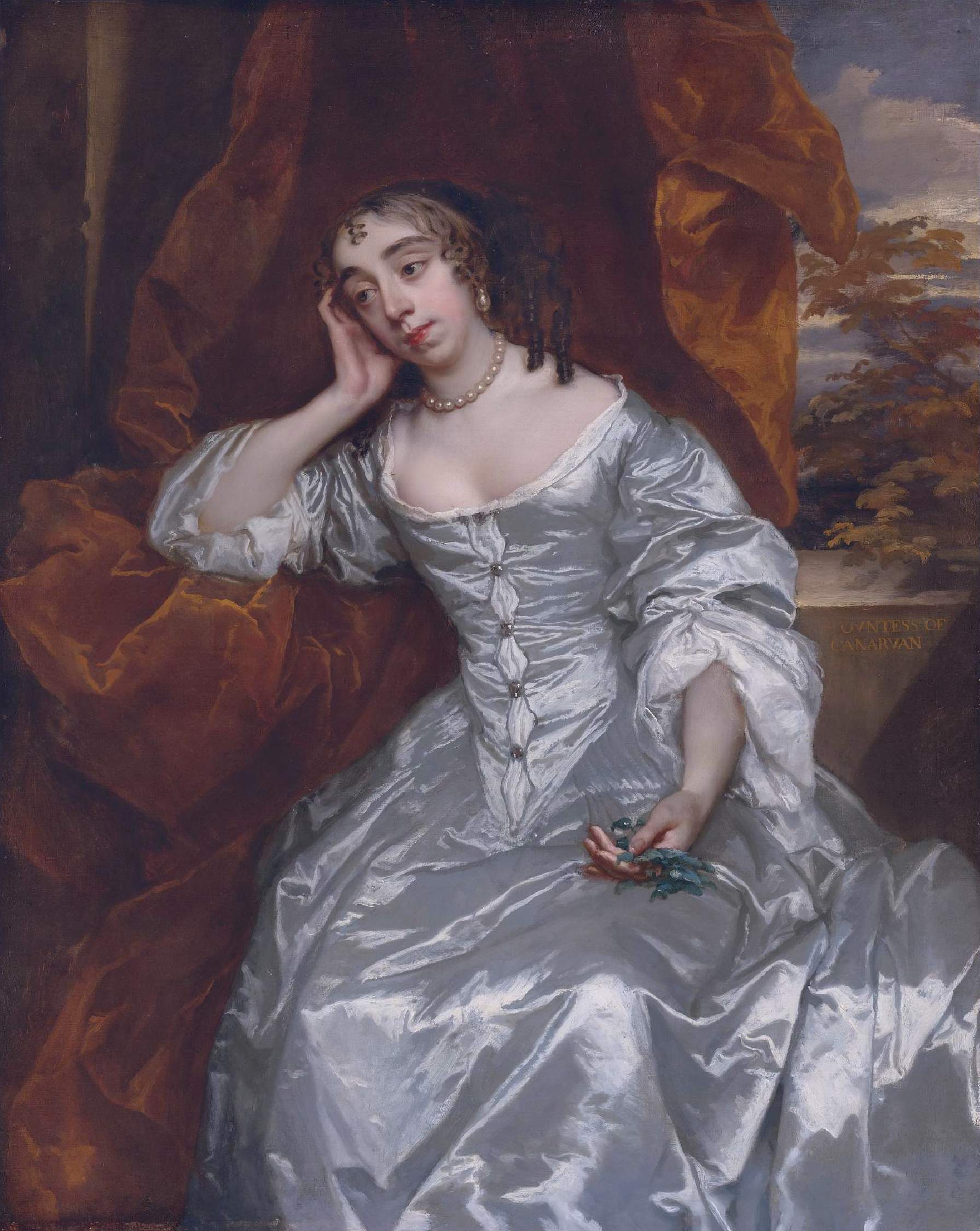
Sa première épouse, Elizabeth Capel (Peter Lely)

Dormer se marie deux fois. Tout d'abord à l'hon. Elizabeth Capel, fille d'Arthur Capel (1er baron Capel) et Elizabeth Morrison vers 1653. Ils ont 3 filles et 1 fils: 
- Lady Anna Sophia Dormer
- Lady Elizabeth Dormer épouse Philip Stanhope (2e comte de Chesterfield)
- Charles Dormer, 3e vicomte Ascott, né le 25 juin 1652, décédé avant 1673. Il s'inscrit à la Christ Church d'Oxford, le 22 avril 1664. Il obtient son diplôme du Master of Arts du Merton College, Oxford University, Oxford, Oxfordshire, Angleterre, le 8 septembre 1665) [1]
- Lady Isabella Dormer, née le 27 août 1663, mariée à Charles Coote, 3e comte de Mountrath [2]

En secondes noces, il épouse Lady Mary Bertie (1655-1709), fille de Montagu Bertie (2e comte de Lindsey) et de sa deuxième épouse Bridget Wray, baronne Norris, avec qui il n'a aucun enfant. 
Il est mort à Ascott House (en) et est enterré à Wing dans le Buckinghamshire. Avec sa mort, le comté et la vicomté disparaissent, tandis que Rowland Dormer, petit-fils du deuxième fils du 1er baron Dormer, hérite du titre de baronnet et de la baronnie. 
Après sa mort, ses filles Elizabeth et Isabella héritent de ses biens .